# Alateo
Alateo (probabilmente dal gotico Alathius: servo di tutti; ... – 387) è stato un condottiero goto della tribù dei Greutungi.
Dopo la morte del re goto Vitimero nel 376 durante la guerra con gli Unni, Alateo divenne, assieme a Safrax co-reggente e tutore del giovane Viterico. Condusse, sempre con Safrax, i Grutungi nella loro migrazione nell'Impero romano attraversando il Danubio, approfittando anche del fatto che l'esercito romano fosse impegnato quell'anno a tenere testa ai Tervingi. Poco dopo si alleò con i capi tervingi Fritigerno e Alavivo contro Roma.
Alateo riuscì a sfuggire ai Romani e imperversò per la Tracia e la Mesia durante il 377 e 378. Nel 378 andò in aiuto di Fritigerno contro l'Imperatore Valente nella battaglia di Adrianopoli nella quale quest'ultimo venne ucciso. In seguito continuò a condurre i Goti nelle loro razzie per la Tracia ed il nord della Grecia fino alla sconfitta subita dal generale di Teodosio I Promoto che lo ricacciò a nord del Danubio. Ritentò di attraversare il fiume nel 386, ma essendo le sue forze esigue, venne sconfitto ed in seguito ucciso.